# Seddülbahir, Eceabat
Seddülbahir là một xã thuộc huyện Eceabat, tỉnh Çanakkale, Thổ Nhĩ Kỳ. Dân số thời điểm năm 2011 là 286 người.